# 서레이크스주

서레이크스 주의 위치

서레이크스주(영어: Western Lakes State)는 남수단 서부 바르알가잘 지방에 위치한 주로 주도는 룸베크이며 면적은 23,394.5km2, 인구는 546,240명(2014년 기준)이다.
2015년에 실시된 행정 구역 개편에 따라 레이크스주에서 분리되어 신설되었다. 북동쪽으로는 남리에치 주, 동쪽으로는 동레이크스 주, 남동쪽으로는 아마디 주, 남쪽으로는 마리디 주, 남서쪽으로는 그부드웨 주, 서쪽으로는 고크 주, 북서쪽으로는 톤즈 주와 접한다. 4개 군을 관할한다.